# Ischnopteris obfuscata
Ischnopteris obfuscata är en fjärilsart som beskrevs av W. Warren 1909. Ischnopteris obfuscata ingår i släktet Ischnopteris och familjen mätare. Inga underarter finns listade i Catalogue of Life.